# Parahormius pallidipes
Parahormius pallidipes är en stekelart som först beskrevs av William Harris Ashmead 1893.  Parahormius pallidipes ingår i släktet Parahormius och familjen bracksteklar. Inga underarter finns listade i Catalogue of Life.